# Pablo Lunati
Pablo Lunati (Buenos Aires, Argentina; 5 de junio de 1967) es un exárbitro argentino de fútbol, fue internacional de 2007 a 2012. Se retiró en 2016 tras estar dirigiendo doce temporadas en la Primera División de Argentina. Reconocido hincha de River Plate, actualmente trabaja como comentarista y analista de futbol en programas de TV y radio.

## Trayectoria
Su debut en la Primera División de Argentina fue en el año 2004, siendo nombrado Árbitro FIFA tres años más tarde, el 1 de enero de 2007. Es un árbitro que se caracteriza por dialogar con los jugadores, él mismo ha declarado que «Mi forma de ver el fútbol es así, advertir y en lo posible terminar con los 22 jugadores adentro de la cancha, pero el juego brusco grave, la conducta antideportiva y la conducta violenta es roja». Lunati también declaró en los últimos días en el programa de TV "Podemos hablar" que en ocasiones hizo cosas para favorecer a River durante sus tiempos como árbitro.  
Fue el primer árbitro que dirigió una final de la Copa Argentina, en la edición 2011/12, que se disputó entre Boca Juniors y Racing Club, el 8 de agosto de dicho año, ganando el primero por dos tantos contra uno. Por otro lado, también fue el primero que arbitró la primera final de una Supercopa Argentina, entre Arsenal y Boca Juniors.
En octubre de 2016, Lunati contó que mandó una carta documento a la Asociación del Fútbol Argentino para desvincularse, luego de negarse a firmar un nuevo contrato con la entidad, siendo el Campeonato de Primera División 2016 su último certamen como árbitro profesional.

### Como árbitro internacional
Como colegiado internacional, participó en un solo encuentro válido por torneos de la FIFA, en un partido de clasificatorias de la CONMEBOL, para la Copa Mundial de la FIFA Sudáfrica 2010, donde Paraguay venció 1 a 0 a Colombia. Por otro lado, también dirigió varios partidos por Copa Sudamericana y otros tantos por Copa Libertadores. Fue el árbitro que representó a la Argentina en los Juegos Panamericanos de Brasil 2007.

## Retiro e incursión en las redes sociales
El 1 de octubre de 2016, tras un partido en el que River Plate venció como local a Vélez Sarsfield por 3:0, se hizo viral un video en el que Lunati, en unas de las tribunas del estadio Monumental, argumentaba estar «viendo al más grande», reconociendo ser hincha del club Millonario. Tras la polémica que el hecho significó, el ex colegiado manifestó:

«Decidí no jugar más y lo primero que hice fue ir a la cancha con mi hijo. Para mí, el arbitraje se murió, ya está, es una etapa concluida para mí. Es un lugar que te come. Tras 25 años de arbitraje, me quiero dedicar a otras cosas, tengo otros proyectos (...) Veía los partidos [de River] por televisión, y dirigiendo al Millonario jamás cobré algo a favor por mi fanatismo».
La Nación

Tras ese episodio, el entonces exárbitro abrió el 5 de octubre una cuenta en la red social Twitter, —@PabloLunati22—, y en menos de un día, consiguió más de trece mil seguidores. Días después, desde la cuenta, Lunati enfrentó a Guillermo Marconi —secretario general del SADRA— con una «catarata» de tuits, aludiendo a una disputa judicial entre ambos por conflictos gremiales tiempo atrás.